# 小早川則平
小早川 則平（こばやかわ のりひら、応安6年/文中2年（1373年） - 永享5年1月26日（1433年2月16日））は、室町時代前期の武将。

## 経歴・人物
沼田小早川氏の当主春平の嫡子として安芸国に生まれる。室町幕府第4代将軍の足利義持に仕え、応永15年（1408年）より朝鮮王朝に使節を派遣、貿易を行う。同21年（1414年）九州探題の渋川満頼を助け、豪族間の調停に努めた。永享4年（1432年）5月には九州探題を交代するよう幕府に提案した。同5年（1433年）死去。所領は当初、嫡子の持平に相続されたが、不孝による悔返によって弟の煕平に与えられたため、兄弟間に争いが生じた。